# Cappella di Santa Brigida (Piasco)
La cappella di Santa Brigida è un edificio religioso dedicato a Brigida d'Irlanda, situato in comune di Piasco, nella bassa Val Varaita.

## Storia
La cappella venne fondata tra il XII e il XIII secolo, mentre i dipinti della cappella di destra risalgono invece al XV secolo. La chiesa fu ampliata nel 1727, quando venne spostata la posizione dell'altare e costruito il portico anteriore. Alcuni lavori di restauro sono inoltre stati effettuati negli anni Trenta del Novecento, quando venne anche costruita l'attuale sacrestia. Nel 1976 fu aggiunto all'edificio un portico posteriore, affacciato verso la strada di accesso, e nel 2004 vennero eseguiti alcuni lavori di consolidamento strutturale, in particolare del campanile.
Durante la Resistenza la posizione isolata ma estremamente panoramica, che consente di dominare visivamente lo sbocco della Val Varaita sulla pianura padana, fece sì che la cappella venisse frequentata dai partigiani, un gruppo dei quali prese il nome dalla chiesa.
Nella zona retrostante la chiesa è oggi presente un piccolo parco con tavoli, panche e una fontana, meta di passeggiate nella bella stagione.

## Descrizione
L'edificio si trova in un'area collinare a 629 metri di quota. Si presenta ad una sola navata, con una cappella laterale, la copertura è in lose. L'altare principale è sormontato da una pala che raffigura Santa Brigida. La cappella destra è la parte più antica dell'edificio, e rappresenta l'abside, in stile romanico, della primitiva chiesa prima dei lavori di rifacimento del 1727. La cappella al suo interno conserva affresci dove compaiono, oltre alla santa titolare, anche san Bernardo da Mentone, santa Caterina, sant'Antonio abate e santa Barbara. Il campanile si trova a destra dell'edificio ed è sormontato da un piccolo tetto in lose a quattro spioventi e da una croce metallica.